# チャートリーチャルーム・ユコン
モムチャオ＝チャートリーチャルーム・ユコン（หม่อมเจ้าชาตรีเฉลิม ยุคล、1942年11月29日 - ）はタイ王国の映画監督。
英語における名称は彼の祖父にあたるロッブリーラメート親王（ユコンティカムポーン親王）を始祖とする一族に、1929年6月5日にラーマ7世から下賜されたアルファベットの名字 Yugala を用いると Mom Chao Chatrichalerm Yugala となるが、名字は Yukol と表記することが多い（ただしこれはアルファベット表記上の違いであり Yugala だろうが Yukol だろうが同じものである）。このことから日本ではユコルとも呼ばれる。タイ語の発音は「ユコン」が一番近い。
なお名前の前に良く付くM.C.とはモムチャオという王族の称号の略である。あだ名は「ムイ」。王族であるため敬称をつけてタン・ムイ（ท่านมุ้ย, ムイ殿下）と呼ばれて親しまれている。

## 略歴
タイの君主であったラーマ5世の孫に当たるアヌソーンモンコンカーン親王とウボン夫人の間に生まれる。オーストラリアで初等教育を受けた後、UCLAで地質学を学ぶ傍ら、副専攻で撮影技術を学ぶ、このときの同級生にコッポラ監督やポランスキー監督がいる。卒業後はキング・コングで有名なメリアン・C・クーパーの元で働いていた。
タイの映画界での処女作品はタイで最初といわれるサイエンス・フィクション作品で『Out of the Darkness (มันมากับความมืด) 』という地球を襲う宇宙人をやっつけるという作品であったが、1973年のスワンニー・スコンターによる小説『その名はカーン』（日本でも岩城雄次郎の訳がある）の映画化を期に社会的弱者に目を向けた社会派的な作品が登場した、後にはもっと視野を広げ1990年代には、麻薬や公害問題を扱った『Powder Road (เฮโรอีน) 』や青少年の薬物中毒に警告をならした『Daughter ("เสียดาย") 』、エイズに対する偏見と戦う少女と家族を描いた『Daughter 2 ("เสียดาย" 2) 』などを発表した。
2001年には王族や軍隊の協力の下、タイとビルマの争いを大がかりなスケールで描いた『スリヨータイ』を手がけ、タイで大きなブームを起こした。

## 作品
特に日本語に訳された形跡のないものは英題を使用している。
- 『Out of the Darkness』 (1971)
- 『その名はカーン』(1973)
- 『The Colonel』 (1974)
- 『Hotel Angel』 (1974)
- 『Last Love』 (1975)
- 『The Violent Breed』
- 『Dangerous Modelling』 (1975)
- 『Angel Who Walks on the Ground』 (1976)
- 『Taxi Driver』(1977)・・・『Citizen』の第一作目
- 『Karma』 (1978)
- 『The Yellowing of the Sky』 (1980)
- 『If You Still Love』 (1982)・・・『幸福の黄色いハンカチ』（山田洋次監督）のリメイク映画。
- 『Gunman』 (1983)
- 『Detective, Section 123』 (1984)
- 『Freedom of Taxi Driver』(1984)・・・『Citizen』の第二作目
- 『Somsee』 (1986)
- 『The Elephant Keeper』 (1987)
- 『Song for Chao Phya』 (1990)
- 『パウダー・ロード』（『ソルジャー・イン・タイランド』の別題あり） (1991)・・・「アジアン・ビート」シリーズの１本で、主演は永瀬正敏
- 『Salween』 (1993)・・・『Gunman』の第二作目
- 『Daughter』 (1996)
- 『Daughter 2』 (1997)
- 『Last Love』(2003)・・・1975年版のリメイク。
- 『Box』 (1998)
- 『スリヨータイ』 (2001)
- 『キング・ナレスワン』 (2007〜)：三部作